# Mediglia
Mediglia is een gemeente in de Italiaanse metropolitane stad Milaan (regio Lombardije) en telt 11.425 inwoners (31-12-2004). De oppervlakte bedraagt 21,9 km², de bevolkingsdichtheid is 490 inwoners per km².

## Demografie
Mediglia telt ongeveer 4452 huishoudens. Het aantal inwoners steeg in de periode 1991-2001 met 22,3% volgens cijfers uit de tienjaarlijkse volkstellingen van ISTAT.
| Jaar | Inwoneraantal |
| ---- | ------------- |
| 1991 | 8413          |
| 2001 | 10.287        |

## Geografie
Mediglia grenst aan de volgende gemeenten: Settala, Peschiera Borromeo, Pantigliate, Paullo, San Donato Milanese, Tribiano, San Giuliano Milanese, Colturano, Dresano.